# Exocarpos psilotiformis
Exocarpos psilotiformis är en sandelträdsväxtart som beskrevs av Carl Skottsberg. Exocarpos psilotiformis ingår i släktet Exocarpos och familjen sandelträdsväxter. Inga underarter finns listade i Catalogue of Life.